# Morphini
Morphini — триба метеликів родини Сонцевики (Nymphalidae).

## Класифікація
Триба включає три роди:
Підтриба Antirrheina:
- Antirrhea Hübner, [1822]
- Caerois Hübner, [1819]

Підтриба Morphina:
- Morpho Fabricius, 1807